# 蘋果谷 (明尼蘇達州)
蘋果谷（英語：Apple Valley）是一個位於美國明尼蘇達州達科他縣的城市。

## 人口
根據2020年美國人口普查的數據，蘋果谷的面積為45.45平方千米，當中陸地面積為43.69平方千米，而水域面積為1.76平方千米。當地共有人口56374人，而人口密度為每平方千米1,240人。